# مجلة بريد
مجلة پريد (بالإنجليزية: Parade magazine)‏ ، هي مجلة أمريكية مقرها في نيويورك ، تجمع أخبار الصحف الوطنية في يوم الأحد وتعتمد على حوالي 400 صحيفة تصدر في الولايات المتحدة. أسست المجلة في سنة 1941 ، وتملكها شركة أدفانس بوبلكيشنز الإعلامية.

## وصلات خارجية
- مجلة بريد على موقع روتن توميتوز (الإنجليزية)

(بالإنجليزية) الموقع الرسمي لمجلة پريد